# シャカル (大型駆逐艦)
シャカル (Chacal) はフランス海軍の駆逐艦。シャカル級。

## 艦歴
ペノエ造船所で建造。1923年8月16日起工。1924年9月27日進水。1926年6月12日就役。
1940年5月23日、他の駆逐艦と共にブローニュ＝シュル＝メールへ向かうドイツ軍に対する砲撃を実施。
5月24日、ブローニュ＝シュル＝メール沖でドイツ軍機の攻撃を受け、爆弾2発が命中して沈没した。